# Candino
Candino (Кандино) — марка швейцарских часов.

## Этимология названия
Название происходит от латинского слова Candidus, которое в переводе на русский язык означает «белый, чистый, искренний».

## История
Компания Candino образована в 1947 году в городе Хербетсвиль путём слияния двух старейших швейцарских кланов часовых мастеров Flury и Hug.
В 1954 году к фирме примкнул Kurt Flury. В Биле был открыт офис по продаже часов, под управлением Armin Flury.
В 1968 году был открыт дополнительный современный производственный комплекс.
В 1971 году была открыта линия сборки мужских часов с автоподзаводом.
В 1984 году Roger Flury, сын Kurt Flury, стал членом производственного отдела фирмы.
В 1988 году Pascal Flury, сын Armin Flury начал работу в компании в Биле.
В 1989 году была построена и начала работу новая фабрика в Хербетсвиле.
В 1996 году была введена новая система кодов для учёта всей продукции. В этом же году компания официально выходит на российский рынок.
В 2002 году слилась с международным холдингом Festina Lotus SA, владеющим, кроме всего прочего, часовым брендом Festina и автомобильной маркой Lotus.

## Информация
Компания Candino изначально была сборочным предприятием: механизмы и детали корпусов закупались у крупных швейцарских производителей (ETA). Однако чёткое разделение сфер деятельности предприятий позволило наладить выпуск часов индивидуального стиля с техническими новшествами.
Офис в Биле занимается разработкой дизайна коллекций, заказывает соответствующие материалы. Затем в Хербетсвиле осуществляют сборку (кроме того, на фабрике существует специальный отдел, который модифицирует готовые механизмы, добавляя дополнительные функции) и тестирование готовой продукции.
Среди достижений компании можно упомянуть, например, часы с индикатором фаз Луны, выпущенные в 1983 году. В 1987 году Candino выпустила часы со встроенным компасом. В 1988 — модель в корпусе из карбида вольфрама, технологию которого вскоре успешно развила Rado, а в 1994 году в Хербетсвиле был доработан механизм ETA, и на его основе создан уникальный механизм с индикацией запаса хода, временем второго часового пояса и «большой» датой — модель с индикацией запаса хода. Уникальной разработкой фирмы являются модели Scratrchproof, выполненные из титанвольфрамового сплава по космической технологии (степень твёрдости 1600 Vickers), оставить повреждение на корпусе или браслете которых может только алмаз.
В 1989 году была построена и начала работать современная фабрика в Хербетсвиле, оснащённая специально разработанной техникой. На сегодняшний день на фабрике работает около 150 человек. Объёмы выпуска Candino достигают 2000 единиц продукции в день.